# جامعة ولاية ألاباما
جامعة ولاية ألاباما (بالإنجليزية: Alabama State University)‏ إختصاراً ASU
ومقرها مدينة مونتوجمري (بالإنجليزية: Montgomery)‏ بألاباما. وقد أنشئت عام 1867، وهي تضم كليات متخصصة في الفنون والعلوم والتعليم، والفنون الجميلة، والاتصالات وإدارة الأعمال، والموارد المالية، والعلوم الصحية، والعلوم الحربية، وعلوم الحاسب الآلي، والعلوم الزراعية.